# Parafia Zwiastowania Najświętszej Maryi Panny w Popowie Kościelnym
Parafia Zwiastowania Najświętszej Maryi Panny w Popowie Kościelnym – rzymskokatolicka parafia leżąca w granicach dekanatu kłeckiego. Erygowana w XIV wieku.

## Dokumenty
Księgi metrykalne: 
- ochrzczonych od 1945 roku
- małżeństw od 1945 roku
- zmarłych od 1945 roku